# Spitse dwerghaarmuts
Spitse dwerghaarmuts (Orthotrichum philibertii) is een soort uit het geslacht haarmuts (Orthotrichum). 

## Determinatie
Spitse dwerghaarmuts is een zeer topkapselmos. Het is het gemakkelijkst te herkennen als de sporenkapsels rijp zijn, vanwege de aanwezigheid van stevige, papillaire haartjes op de calyptra.

## Verspreiding
Spitse dwerghaarmuts is een Europese soort. In Nederland komt het zeer zeldzaam voor. 